# Chris Evert
Christine „Chris“ Marie Evert, 1979–1987 Evert-Lloyd (* 21. Dezember 1954 in Fort Lauderdale, Florida), ist eine ehemalige US-amerikanische Tennisspielerin. Die langjährige Weltranglistenerste zählt zu den erfolgreichsten Spielerinnen in der Geschichte dieses Sports. Als eine der ersten Spielerinnen spielte sie die Rückhand beidhändig. Unvergessen sind die Duelle der Grundlinienspielerin und Sandplatzspezialistin mit Martina Navrátilová, der anderen großen Spielerin der 1970er und 1980er Jahre. 1989 beendete Evert ihre Karriere als Tennisprofi.

## Leben

### Die Anfänge
Im Alter von fünf Jahren kam Chris Evert mit dem Tennisspielen in Berührung. Vater Jimmy Evert (1924–2015), selbst Tennisprofi und 1947 Gewinner der Canadian Championships, förderte seine Tochter. Zu schwach, um den Schläger auf der Rückhandseite zu halten und einen Schlag auszuführen, entwickelte sie aus eigenem Antrieb, als erste Spielerin überhaupt, einen beidhändigen Rückhandschlag. Dieser sollte später zu ihrem gefürchteten und oft kopierten Markenzeichen werden.
1969 wurde Evert in den USA als beste U14-Spielerin geführt. Für Schlagzeilen sorgte die Schülerin ein Jahr später, als sie bei einem kleinen Sandplatzturnier in North Carolina erst die französische Weltklassespielerin Françoise Dürr und dann die Weltranglistenerste und Tennislegende Margaret Smith Court mit 7:6, 7:6 bezwang.
Im Jahr darauf setzte Evert ihren Aufstieg fort. Als Siegerin der US-Jugendmeisterschaften folgte sie einer Einladung des nationalen Verbands und gab ihr Grand-Slam-Debüt bei den US Open in Forest Hills. Die 16-jährige Schülerin schlug nacheinander Edda Buding, Mary-Ann Eisel, die an Nummer 5 gesetzte Französin Françoise Dürr sowie deren Landsfrau Lesley Hunt und scheiterte erst im Halbfinale an Billie Jean King. Evert war mit 16 Jahren, 8 Monaten und 20 Tagen die bis dahin jüngste Spielerin, die in das Halbfinale der US Open einziehen konnte. Dabei offenbarte sie jene Stärken, die sich in den folgenden Jahren zu ihren Markenzeichen entwickelten. Everts Spiel zeichnete sich durch eine bis dahin ungekannte Härte und Präzision in den Grundlinienschlägen aus. Darüber hinaus beeindruckte sie mit Nervenstärke, die ihr in der Presse schon bald den Beinamen Ice Maiden verschaffte. Ungewöhnlich oft gelang es ihr, schon verloren geglaubte Spiele noch zu drehen. Gegen die US-Amerikanerin Eisel wehrte Evert beim Stande von 5:6 und 0:40 im zweiten Satz sechs Matchbälle ab, ehe sie den letzten Durchgang mit 6:1 gewann.
Trotz des frühen Erfolgs setzte ihr Vater auf einen behutsamen Aufbau. 1972 verzichtete Evert auf die Australian Open und die French Open, erreichte aber in Wimbledon und Forest Hills das Halbfinale.
1973 erreichte die 18-Jährige in Paris und Wimbledon das Finale, zog zum dritten Mal in Folge ins Halbfinale der US Open ein und verzichtete erneut auf die Australian Open am Jahresende.

### 1974–1978: Jahre der Dominanz
Das folgende Jahr markierte ihren endgültigen Durchbruch. Abgesehen von einer kurzen Unterbrechung 1976, blieb sie bis 1978 an der Spitze der Weltrangliste.
Als 19-Jährige gewann sie 1974 die French Open und Wimbledon, erreichte das Finale in Australien, stand bei den US Open erneut im Semifinale und übernahm die Weltranglistenführung. Mit dem Gewinn ihres ersten Major-Titels in Paris begann auch eine einzigartige Serie von Grand-Slam-Titel-Gewinnen, die bis ins Jahr 1986 anhalten sollte und in der die Amerikanerin insgesamt 18 große Titel errang. Schon 1973 begann eine weitere Rekordserie. Trotz ihrer Erfolge auf allen Bodenbelägen blieb das Sandplatzspiel eindeutig ihre größte Domäne. Zwischen 1973 und 1979 war Evert 125-mal in Folge auf Sand siegreich – ein bis heute unerreichter Rekord.
1975 gewann sie erneut zwei Majors. Sie wiederholte ihren Vorjahressieg bei den French Open, stand im Wimbledon-Halbfinale und errang gegen Evonne Goolagong ihren ersten US-Open-Titel, den sie dreimal in Folge verteidigte. Mit kurzen Unterbrechungen stand Evert während der nächsten fünf Jahre an der Spitze der Weltrangliste.
1976 errang Evert mit einem engen Dreisatzerfolg erneut die Wimbledon-Krone. Gegnerin war wiederum die Australierin Goolagong, die sich bis Mitte der 1970er Jahre mehr und mehr zu ihrer hartnäckigsten Rivalin entwickelte. Evert gewann den ersten Durchgang mit 6:3, verlor den zweiten mit 4:6 und lag im dritten Durchgang mit 0:2 zurück, bevor sie das Match wenden konnte und schließlich mit 8:6 triumphierte. Die beiden trafen insgesamt 33-mal aufeinander. Evert blieb mit insgesamt 21 Siegen die klar dominierende Spielerin im Welttennis.
Die beiden folgenden Jahre waren weniger erfolgreich. Nach dem jeweiligen Verzicht auf die Australian und French Open stand Evert 1977 nur im Halbfinale von Wimbledon und verteidigte ihren US-Open-Titel. In den Jahren 1976 bis 1978 verzichtete sie auf die French Open, um, wie die anderen Top Spielerinnen, am World-Team-Tennis-Event, das Billy Jean King organisiert hatte, teilzunehmen. Auch 1978 spielte Evert nur zwei Masters, stand im Finale an der Church Road und errang erneut den Sieg bei den Offenen Amerikanischen Meisterschaften.

### 1978: Beginn des Duells mit Martina Navrátilová
Ende der 1970er Jahre endete die Ära von Everts unumschränkter Herrschaft. Mit Martina Navrátilová trat eine neue Rivalin ins Rampenlicht, welche Everts Dominanz beenden und eine zweite Periode in ihrer Karriere einleiten sollte. Das in sportlicher Hinsicht erbittert ausgetragene Duell der beiden Spielerinnen prägte die nächste Dekade im Damentennis, trieb den Tennissport auf ein neues Niveau der Professionalisierung und gilt als eine der eindrücklichsten Rivalitäten der Sportgeschichte. Bei insgesamt 80 Aufeinandertreffen gewann Navrátilová 43 Begegnungen. Beide Spielerinnen beendeten ihre Karrieren mit jeweils 18 Grand-Slam-Einzeltiteln.
1973, als Evert und Navrátilová erstmals aufeinander trafen, beherrschte Evert die Tschechoslowakin. Auch am Ende des Jahres 1977 standen bei der Amerikanerin in insgesamt 26 Begegnungen noch 22 Siege zu Buche. Dies änderte sich 1978, als Navrátilová das Wimbledon-Vorbereitungsturnier in Eastbourne gewann und dann den Titel in Wimbledon, den sie im Jahr darauf verteidigte.
Auch Evert errang 1978 und 1979 jeweils einen Grand-Slam-Titel. Während sie bei den US Open 1978 und French Open 1979 siegte, triumphierte Navratilova in beiden Jahren in Wimbledon.

### 1979–1981: Duelle mit Tracy Austin
1977 betrat eine junge Amerikanerin aus Rolling Hills, Kalifornien die internationale Tennisbühne und schickte sich an, Chris Everts Nachfolgerin zu werden. Tracy Austin, die mit 14 Jahren ihr erstes internationales Turnier spielte und auf Anhieb gewann, entwickelte sich zu einer Art Albtraum für Evert. Auch Austin spielte von der Grundlinie, mit beidhändiger Rückhand, und die Konstanz und Präzision ihrer Schläge standen denen Everts in nichts nach. 1979 gewann Tracy Austin als Jüngste aller Zeiten die US Open – 6:4, 6:3 gegen die große Kontrahentin aus Florida. Austin gewann zu einem Zeitpunkt fünf Mal in Folge gegen Evert und wurde 1980 die seinerzeit jüngste Nummer eins der Weltrangliste. Chris Evert ihrerseits legte eine mehrmonatige Pause ein und stand, frisch verheiratet, kurz vor dem Ende ihrer Karriere. Die Wachablösung schien besiegelt. Doch bereits 1981 zwangen Verletzungen im Rückenbereich den Jungstar immer wieder zu größeren Spielpausen und letztlich 1984 zum Karriereende. Chris Evert ihrerseits eroberte den Tennisthron nach dem Gewinn der US Open 1980 wieder zurück.

### 1986: Letzter Sieg in Paris und Rückkehr an die Weltranglistenspitze
Ihre letzten beiden Grand-Slam-Titel errang Evert auf der roten Asche von Roland Garros, wo sie erneut ihrer Dauerrivalin gegenüberstand. 1985, als sie in einem engen Dreisatzmatch 6:3, 6:7 und 7:5 gewann, erklomm sie ein fünftes und letztes Mal die Spitze der Weltrangliste. Auch 1986 hieß ihre Gegnerin Navrátilová und Evert verbuchte mit 2:6, 6:3, 6:3 ihren letzten Grand-Slam-Triumph. 1988 konnte sie, mittlerweile 33-jährig, noch einmal ins Finale eines der bedeutendsten Turniere einziehen. Im Finale der Australian Open unterlag sie der knapp 19 Jahre alten späteren Grand-Slam-Gewinnerin Steffi Graf in zwei Sätzen. Evert wurde auch für die Olympischen Spiele 1988 in Seoul nominiert, sie schied dort allerdings bereits im Achtelfinale gegen die Italienerin Raffaella Reggi aus.

### WTA-Präsidentschaft und Karriereende
Evert beendete ihre Karriere 1989, nachdem sie bei den US Open im Viertelfinale gegen Zina Garrison ausgeschieden war.
Wie schon 1975 und 1976 übernahm sie 1983 erneut die Präsidentschaft in der Women’s Tennis Association (WTA), der sie bis 1991 vorstand.
1995 wurde Chris Evert in die Hall of Fame des Tennissports aufgenommen.

## Persönliches
Anfang der 1970er Jahre war Evert mit dem Weltranglistenersten Jimmy Connors liiert und verlobt, aber nie verheiratet. 1979 heiratete sie den britischen Tennisspieler John Lloyd und führte den Doppelnamen Evert-Lloyd. Nach der Scheidung im Jahr 1987 heiratete sie 1988 den ehemaligen Skirennläufer Andy Mill, mit dem sie drei Kinder hat. In beiderseitigem Einvernehmen reichten sie am 20. Oktober 2006 nach 18 Jahren Ehe die Scheidung ein. Am 28. Juni 2008 heiratete sie auf den Bahamas den australischen Golf-Star Greg Norman, doch bereits Anfang Oktober 2009 gab das Paar die Trennung bekannt.
Ihre jüngere Schwester Jeanne war ebenfalls Tennisprofi.

## Abschneiden bei Grand-Slam-Turnieren

### Einzel
| Turnier         | 1971 | 1972 | 1973 | 1974 | 1975 | 1976 | 1977 | 1978 | 1979 | 1980 | 1981 | 1982 | 1983 | 1984 | 1985 | 1986  | 1987 | 1988 | 1989 | Titel |
| --------------- | ---- | ---- | ---- | ---- | ---- | ---- | ---- | ---- | ---- | ---- | ---- | ---- | ---- | ---- | ---- | ----- | ---- | ---- | ---- | ----- |
| Australian Open | —    | —    | —    | F    | —    | —    | —    | —    | —    | —    | F    | S    | —    | S    | F    | n. a. | —    | F    | —    | 2     |
| French Open     | —    | —    | F    | S    | S    | —    | —    | —    | S    | S    | HF   | HF   | S    | F    | S    | S     | HF   | 3    | —    | 7     |
| Wimbledon       | —    | HF   | F    | S    | HF   | S    | HF   | F    | F    | F    | S    | F    | 3    | F    | F    | HF    | HF   | HF   | HF   | 3     |
| US Open         | HF   | HF   | HF   | HF   | S    | S    | S    | S    | F    | S    | HF   | S    | F    | F    | HF   | HF    | VF   | HF   | VF   | 6     |

Zeichenerklärung: S = Turniersieg; F, HF, VF, AF = Einzug ins Finale / Halbfinale / Viertelfinale / Achtelfinale; 1, 2, 3 = Ausscheiden in der 1. / 2. / 3. Hauptrunde; Q1, Q2, Q3 = Ausscheiden in der 1. / 2. / 3. Runde der Qualifikation; n. a. = nicht ausgetragen

### Doppel
| Turnier         | 1972 | 1973 | 1974 | 1975 | 1976 | 1977 | 1978 | 1979 | 1980 | 1981 | 1982 | 1983 | 1984 | 1985 | 1986  | 1987 | 1988 | 1989 | Titel |
| --------------- | ---- | ---- | ---- | ---- | ---- | ---- | ---- | ---- | ---- | ---- | ---- | ---- | ---- | ---- | ----- | ---- | ---- | ---- | ----- |
| Australian Open | —    | —    | —    | —    | —    | —    | —    | —    | —    | —    | AF   | —    | HF   | VF   | n. a. | —    | F    | —    | —     |
| French Open     | —    | HF   | S    | S    | —    | —    | —    | VF   | VF   | VF   | —    | AF   | —    | VF   | AF    | —    | —    | —    | 2     |
| Wimbledon       | 1    | 1    | HF   | VF   | S    | 2    | —    | VF   | VF   | VF   | AF   | AF   | AF   | VF   | 2     | —    | HF   | AF   | 1     |
| US Open         | AF   | HF   | —    | HF   | —    | —    | 1    | HF   | 2    | AF   | AF   | —    | VF   | VF   | —     | AF   | VF   | —    | —     |

### Mixed
| Turnier         | 1971              | 1972              | 1973              | 1974              | …                 | 1982              | 1983              | Titel |
| --------------- | ----------------- | ----------------- | ----------------- | ----------------- | ----------------- | ----------------- | ----------------- | ----- |
| Australian Open | nicht ausgetragen | nicht ausgetragen | nicht ausgetragen | nicht ausgetragen | nicht ausgetragen | nicht ausgetragen | nicht ausgetragen | —     |
| French Open     | —                 | —                 | —                 | —                 | —                 | —                 | —                 | —     |
| Wimbledon       | —                 | AF                | VF                | 3                 | —                 | 1                 | 1                 | —     |
| US Open         | 2                 | VF                | HF                | F                 | —                 | —                 | —                 | —     |

## Erfolge
| Rang                    | Tennisspielerin     | Wochen |
| ----------------------- | ------------------- | ------ |
| 1.                      | Steffi Graf         | 377    |
| 2.                      | Martina Navratilova | 332    |
| 3.                      | Serena Williams     | 319    |
| 4.                      | Chris Evert         | 260    |
| 5.                      | Martina Hingis      | 209    |
| 6.                      | / Monica Seles      | 178    |
| 7.                      | Iga Świątek         | 125    |
| 8.                      | Ashleigh Barty      | 121    |
| 9.                      | Justine Henin       | 117    |
| Stand: 14. Oktober 2024 |                     |        |

Chris Evert war die erste Profispielerin, die 1.000 Siege im Einzel erzielte. Mit einer Karrierebilanz von insgesamt 1.309 Siegen, 146 Niederlagen und einer Erfolgsquote von 90 % ist Evert bis heute die erfolgreichste Einzelspielerin. Sie stand insgesamt fünfmal an der Spitze der Tennisweltrangliste. Sie gewann 18 Grand-Slam-Titel im Einzel und wurde nur von Margaret Smith Court (24), Serena Williams (23), Steffi Graf (22) und Helen Wills Moody (19) übertroffen.
Mit insgesamt sieben Erfolgen im Dameneinzel ist Evert bis heute Rekordhalterin bei den French Open.
Ihre 157 Einzeltitel bei WTA- und Grand-Slam-Turnieren bedeuten den zweiten Platz hinter Martina Navrátilová, die 167 Turniersiege für sich verbuchen konnte.
1974 gewann Evert 56 Partien in Folge und zwischen 1974 und 1986 gewann sie jedes Jahr mindestens einen Grand-Slam-Titel. Zwischen 1973 und 1979 blieb sie auf Sand 125-mal in Folge siegreich (Rekord) und erreichte bei 52 von 56 Grand-Slam-Turnieren, an denen sie teilnahm, mindestens das Halbfinale (Rekord). Evert gewann viermal die WTA Tour Championships und ist achtfache Fed-Cup-Siegerin mit dem Team der USA.
| Rang                      | Tennisspielerin       | Titel |
| ------------------------- | --------------------- | ----- |
| 1.                        | Margaret Court        | 24    |
| 2.                        | Serena Williams       | 23    |
| 3.                        | Steffi Graf           | 22    |
| 4.                        | Helen Wills Moody     | 19    |
| 5.                        | Chris Evert           | 18    |
| 5.                        | / Martina Navratilova | 18    |
| 7.                        | Suzanne Lenglen       | 12    |
| 7.                        | Billie Jean King      | 12    |
| Stand: 11. September 2022 |                       |       |

### Turniersiege

#### Einzel
| Nr.  | Datum           | Turnier            | Kategorie                            | Belag             | Finalgegnerin           | Ergebnis        |
| ---- | --------------- | ------------------ | ------------------------------------ | ----------------- | ----------------------- | --------------- |
| 1.   | April 1971      | Saint Petersburg   | WTA Virginia Slims Circuit           | Sand              | Julie Heldman           | 6:1, 6:2        |
| 2.   | April 1971      | Charlotte          | WTA Non-Tour Event                   | Sand              | Laura DuPont            | 6:2, 6:0        |
| 3.   | Mai 1971        | Tulsa              | WTA Non-Tour Event                   | Sand              | Mary-Ann Eisel          | 6:0, 6:3        |
| 4.   | August 1971     | South Orange       | WTA ILTF Pepsi Grand Prix            | Rasen             | Helen Gourlay           | 6:4, 6:0        |
| 5.   | Februar 1972    | Fort Lauderdale    | WTA Virginia Slims Circuit           | Sand              | Billie Jean King        | 6:1, 6:0        |
| 6.   | Juni 1972       | London             | WTA Non-Tour Event                   | Rasen             | Karen Krantzcke         | 6:4, 6:0        |
| 7.   | August 1972     | Indianapolis       | WTA Commercial Union Grand Prix      | Sand              | Evonne Goolagong        | 7:6, 6:1        |
| 8.   | Oktober 1972    | Boca Raton         | WTA Tour Championships               | Sand              | Kerry Melville          | 7:5, 6:4        |
| 9.   | März 1973       | Fort Lauderdale    | WTA Commercial Union Grand Prix      | Sand              | Virginia Wade           | 6:1, 6:2        |
| 10.  | März 1973       | Akron              | WTA Commercial Union Grand Prix      | Teppich (Halle)   | Olga Morosowa           | 6:3, 6:4        |
| 11.  | März 1973       | New York City      | WTA Commercial Union Grand Prix      | Teppich (Halle)   | Katja Ebbinghaus        | 6:0, 6:4        |
| 12.  | April 1973      | Sarasota           | WTA Commercial Union Grand Prix      | Sand              | Evonne Goolagong        | 6:3, 6:2        |
| 13.  | April 1973      | Miami              | WTA Commercial Union Grand Prix      | Sand              | Evonne Goolagong        | 3:6, 6:3, 6:2   |
| 14.  | April 1973      | Saint Petersburg   | WTA Commercial Union Grand Prix      | Sand              | Evonne Goolagong        | 6:2, 0:6, 6:4   |
| 15.  | Juli 1973       | Cleveland          | WTA Commercial Union Grand Prix      | Hartplatz         | Linda Tuero             | 6:0, 6:0        |
| 16.  | August 1973     | Atlantic City      | WTA Commercial Union Grand Prix      |                   | Marita Redondo          | 6:2, 7:5        |
| 17.  | August 1973     | Indianapolis       | WTA Commercial Union Grand Prix      | Sand              | Veronica Burton         | 6:4, 6:3        |
| 18.  | September 1973  | Columbus           | WTA Virginia Slims Circuit           | Hartplatz         | Margaret Court          | kampflos        |
| 19.  | Oktober 1973    | Boca Raton         | WTA Tour Championships               | Sand              | Nancy Gunter            | 6:3, 6:3        |
| 20.  | November 1973   | Johannesburg       | WTA Commercial Union Grand Prix      | Hartplatz         | Evonne Goolagong        | 6:3, 6:3        |
| 21.  | Januar 1974     | Mission Viejo      | WTA Virginia Slims Circuit           | Hartplatz         | Billie Jean King        | 6:3, 6:1        |
| 22.  | Februar 1974    | Fort Lauderdale    | WTA Virginia Slims Circuit           | Sand              | Kerry Melville          | kampflos        |
| 23.  | März 1974       | Dallas             | WTA Virginia Slims Circuit           | Teppich (Halle)   | Virginia Wade           | 7:5, 6:2        |
| 24.  | April 1974      | Sarasote           | WTA Virginia Slims Circuit           | Sand              | Evonne Goolagong        | 6:4, 6:0        |
| 25.  | April 1974      | Saint Petersburg   | WTA Virginia Slims Circuit           | Sand              | Kerry Melville          | 6:0, 6:1        |
| 26.  | Mai 1974        | Hilton Head Island | WTA Women’s International Grand Prix | Sand              | Kerry Melville          | 6:1, 6:3        |
| 27.  | Juni 1974       | Rom                | WTA Women’s International Grand Prix | Sand              | Martina Navrátilová     | 6:3, 6:3        |
| 28.  | Juni 1974       | French Open        | Grand Slam                           | Sand              | Olga Morosowa           | 6:1, 6:2        |
| 29.  | Juni 1974       | Eastbourne         | WTA Non-Tour Event                   | Rasen             | Virginia Wade           | 7:5, 6:4        |
| 30.  | Juli 1974       | Wimbledon          | Grand Slam                           | Rasen             | Olga Morosowa           | 6:0, 6:4        |
| 31.  | August 1974     | Indianapolis       | WTA Women’s International Grand Prix | Sand              | Gail Chanfreau          | 6:0, 6:0        |
| 32.  | August 1974     | Toronto            | WTA Women’s International Grand Prix | Sand              | Julie Heldman           | 6:3, 6:1        |
| 33.  | August 1974     | Newport            | WTA Virginia Slims Circuit           | Rasen             | Betsy Nagelsen          | 6:4, 6:3        |
| 34.  | Oktober 1974    | Houston            | WTA Virginia Slims Circuit           | Hartplatz         | Virginia Wade           | 6:3, 5:7, 6:1   |
| 35.  | Oktober 1974    | Hilton Head Island | WTA Non-Tour Event                   | Hartplatz         | Virgina Wade            | 6:3, 6:4        |
| 36.  | Dezember 1974   | Tokio              | WTA Non-Tour Event                   | Teppich (Halle)   | Rosie Casals            | 6:0, 6:2        |
| 37.  | 11. Januar 1975 | San Francisco      | WTA Virginia Slims Circuit           | Teppich (Halle)   | Billie Jean King        | 6:1, 6:1        |
| 38.  | Februar 1975    | Akron              | WTA Virginia Slims Circuit           | Teppich (Halle)   | Margaret Court          | 6:4, 3:6, 6:3   |
| 39.  | März 1975       | Houston            | WTA Virginia Slims Circuit           | Teppich (Halle)   | Margaret Court          | 6:3, 6:2        |
| 40.  | April 1975      | Los Angeles        | WTA Tour Championships               | Teppich (Halle)   | Martina Navrátilová     | 6:4, 6:2        |
| 41.  | April 1975      | Austin             | WTA Non-Tour Event                   | Hartplatz         | Billie Jean King        | 4:6, 6:3, 7:6   |
| 42.  | April 1975      | Amelia Island      | WTA Women’s International Grand Prix | Sand              | Martina Navrátilová     | 7:5, 6:4        |
| 43.  | Juni 1975       | Rom                | WTA Women’s International Grand Prix | Sand              | Martina Navrátilová     | 6:1, 6:0        |
| 44.  | Juni 1975       | French Open        | Grand Slam                           | Sand              | Martina Navrátilová     | 2:6, 6:2, 6:1   |
| 45.  | August 1975     | Indianapolis       | WTA Women’s International Grand Prix | Sand              | Dianne Balestrat        | 6:3, 6:4        |
| 46.  | August 1975     | Harrison           | WTA Women’s International Grand Prix | Hartplatz         | Virginia Wade           | 6:0, 6:1        |
| 47.  | September 1975  | US Open            | Grand Slam                           | Sand              | Evonne Cawley           | 5:7, 6:4, 6:2   |
| 48.  | September 1975  | Hilton Head Island | WTA Non-Tour Event                   | Hartplatz         | Evonne Cawley           | 6:1, 6:1        |
| 49.  | September 1975  | Atlanta            | WTA Women’s International Grand Prix | Teppich (Halle)   | Martina Navratilova     | 2:6, 6:2, 6:0   |
| 50.  | Oktober 1975    | Mission Viejo      | WTA Women’s International Grand Prix | Hartplatz         | Cynthia Seiler          | 6:1, 6:3        |
| 51.  | Oktober 1975    | Orlando            | WTA Women’s International Grand Prix | Sand              | Martina Navratilova     | kampflos        |
| 52.  | November 1975   | Osaka              | WTA Non-Tour Event                   | Teppich (Halle)   | Françoise Dürr          | 6:2, 6:4        |
| 53.  | Januar 1976     | Austin             | WTA Non_Tour Event                   | Hartplatz         | Evonne Cawley           | 6:3, 7:6        |
| 54.  | Januar 1976     | Washington, D.C.   | WTA Virginia Slims Circuit           | Teppich (Halle)   | Virginia Wade           | 6:2, 6:1        |
| 55.  | Februar 1976    | Detroit            | WTA Virginia Slims Circuit           | Teppich (Halle)   | Rosie Casals            | 6:4, 6:2        |
| 56.  | Februar 1976    | Sarasota           | WTA Virginia Slims Circuit           | Teppich (Halle)   | Evonne Cawley           | 6:3, 6:0        |
| 57.  | März 1976       | San Francisco      | WTA Virginia Slims Circuit           | Teppich (Halle)   | Evonne Cawley           | 7:5, 7:6        |
| 58.  | Mai 1976        | Amelia Island      | WTA Women’s International Grand Prix | Sand              | Kerry Reid              | 6:2, 6:2        |
| 59.  | Juni 1976       | Eastbourne         | WTA Women’s International Grand Prix | Rasen             | Virginia Wade           | 8:6, 6:3        |
| 60.  | Juli 1976       | Wimbledon          | Grand Slam                           | Rasen             | Evonne Cawley           | 6:3, 4:6, 8:6   |
| 61.  | September 1976  | US Open            | Grand Slam                           | Sand              | Evonne Cawley           | 6:3, 6:0        |
| 62.  | Oktober 1976    | Phoenix            | WTA Women’s International Grand Prix | Hartplatz         | Dianne Fromholtz        | 6:1, 7:5        |
| 63.  | Oktober 1976    | Palm Springs       | WTA Colgate Series                   | Hartplatz         | Françoise Dürr          | 6:1, 6:2        |
| 64.  | November 1976   | Tokio              | WTA Non-Tour Event                   | Teppich (Halle)   | Sue Barker              | 6:2, 7:6        |
| 65.  | Januar 1977     | Hollywood          | WTA Virginia Slims Circuit           | Teppich (Halle)   | Margaret Court          | 6:3, 6:4        |
| 66.  | Februar 1977    | Seattle            | WTA Virginia Slims Circuit           | Teppich (Halle)   | Martina Navratilova     | 6:2, 6:4        |
| 67.  | Februar 1977    | Chicago            | WTA Virginia Slims Circuit           | Teppich (Halle)   | Margaret Court          | 6:1, 6:3        |
| 68.  | Februar 1977    | Los Angeles        | WTA Virginia Slims Circuit           | Hartplatz (Halle) | Martina Navratilova     | 6:2, 2:6, 6:1   |
| 69.  | März 1977       | Philadelphia       | WTA Virginia Slims Circuit           | Hartplatz (Halle) | Martina Navratilova     | 6:4, 4:6, 6:3   |
| 70.  | März 1977       | New York City      | WTA Tour Championships               | Teppich (Halle)   | Sue Barker              | 2:6, 6:1, 6:1   |
| 71.  | April 1977      | Hilton Head Island | WTA Colgate Series                   | Sand              | Billie Jean King        | 6:0, 6:1        |
| 72.  | April 1977      | Tucson             | WTA Non-Tour Event                   | Hartplatz         | Martina Navratilova     | 6:3, 7:6        |
| 73.  | September 1977  | US Open            | Grand Slam                           | Sand              | Wendy Turnbull          | 7:6, 6:2        |
| 74.  | Oktober 1977    | Atlanta            | WTA Colgate Series                   | Teppich (Halle)   | Dianne Fromholtz        | 6:3, 6:2        |
| 75.  | November 1977   | Palm Springs       | WTA Series Championships             | Hartplatz         | Billie Jean King        | 6:2, 6:2        |
| 76.  | März 1978       | Philadelphia       | WTA Virginia Slims Circuit           | Hartplatz         | Billie Jean King        | 6:0, 6:4        |
| 77.  | April 1978      | Hilton Head Island | WTA Colgate Series                   | Sand              | Kerry Reid              | 6:2, 6:0        |
| 78.  | September 1978  | US Open            | Grand Slam                           | Hartplatz         | Pam Shriver             | 7:6, 6:4        |
| 79.  | Oktober 1978    | Atlanta            | WTA Colgate Series                   | Teppich (Halle)   | Martina Navratilova     | 7:6, 0:6, 6:3   |
| 80.  | Oktober 1978    | Bloomington        | WTA Colgate Series                   | Teppich (Halle)   | Virginia Wade           | 6:7, 6:2, 6:4   |
| 81.  | November 1978   | Palm Springs       | WTA Series Championships             | Hartplatz         | Martina Navratilova     | 6:3, 6:3        |
| 82.  | Dezember 1978   | Tokio              | WTA Non-Tour Event                   | Hartplatz         | Martina Navratilova     | 7:5, 6:2        |
| 83.  | Februar 1979    | Seattle            | WTA Avon Championships Circuit       | Teppich (Halle)   | Renée Richards          | 6:1, 3:6, 6:3   |
| 84.  | Februar 1979    | Los Angeles        | WTA Avon Championships Circuit       | Teppich (Halle)   | Martina Navratilova     | 6:3, 6:4        |
| 85.  | April 1979      | Carlsbad           | WTA Non-Tour Event                   | Hartplatz         | Dianne Fromholtz        | 3:6, 6:3, 6:1   |
| 86.  | Mai 1979        | Wien               | WTA Colgate Series                   | Sand              | Caroline Stoll          | 6:1, 6:1        |
| 87.  | Juni 1979       | French Open        | Grand Slam                           | Sand              | Wendy Turnbull          | 6:2, 6:0        |
| 88.  | Juni 1979       | Eastbourne         | WTA Colgate Series                   | Rasen             | Martina Navratilova     | 7:5, 5.7, 13:11 |
| 89.  | August 1979     | Indianapolis       | WTA Colgate Series                   | Sand              | Evonne Cawley           | 6:4, 6:3        |
| 90.  | August 1979     | Mahwah             | WTA Colgate Series                   | Hartplatz         | Tracy Austin            | 6:7, 6:4, 6:1   |
| 91.  | Mai 1980        | Perugia            | WTA Colgate Series                   | Sand              | Virginia Ruzici         | 5:7, 6:2, 6:2   |
| 92.  | Juni 1980       | French Open        | Grand Slam                           | Sand              | Virginia Ruzici         | 6:0, 6:3        |
| 93.  | Juni 1980       | Chichester         | WTA Colgate Series                   | Rasen             | Evonne Cawley           | 6:3, 6:7, 7:5   |
| 94.  | August 1980     | Indianapolis       | WTA Colgate Series                   | Sand              | Andrea Jaeger           | 6:4, 6:3        |
| 95.  | August 1980     | Toronto            | WTA Colgate Series                   | Hartplatz         | Virginia Ruzici         | 6:3, 6:1        |
| 96.  | September 1980  | US Open            | Grand Slam                           | Hartplatz         | Hana Mandlíková         | 5:7, 6:1, 6:1   |
| 97.  | Oktober 1980    | Deerfield Beach    | WTA Colgate Series                   | Hartplatz         | Andrea Jaeger           | 6:4, 6:1        |
| 98.  | Oktober 1980    | Brighton           | WTA Colgate Series                   | Teppich (Halle)   | Martina Navratilova     | 6:4, 5:7, 6:3   |
| 99.  | März 1981       | Boston             | WTA Avon Championships Circuit       | Teppich (Halle)   | Mima Jaušovec           | 6:4, 6:4        |
| 100. | April 1981      | Carlsbad           | WTA Non-Tour Event                   | Hartplatz         | Hana Mandlíková         | 6:4, 6:3        |
| 101. | April 1981      | Hilton Head Island | WTA Toyota Series                    | Sand              | Pam Shriver             | 6:3, 6:2        |
| 102. | April 1981      | Amelia Island      | WTA Toyota Series                    | Sand              | Martina Navratilova     | 6:0, 6:0        |
| 103. | Mai 1981        | Perugia            | WTA Toyota Series                    | Sand              | Virginia Ruzici         | 6:1, 6:2        |
| 104. | Mai 1981        | Lugano             | WTA Toyota Series                    | Sand              | Virginia Ruzici         | 6:1, 6:1        |
| 105. | Juli 1981       | Wimbledon          | Grand Slam                           | Rasen             | Hana Mandlíková         | 6:2, 6:2        |
| 106. | Oktober 1981    | Deerfield Beach    | WTA Toyota Series                    | Hartplatz         | Andrea Jaeger           | 4:6, 6:3, 6:0   |
| 107. | November 1981   | Sydney             | WTA Toyota Series                    | Rasen             | Martina Navratilova     | 6:4, 2:6, 6:1   |
| 108. | April 1982      | Palm Beach Gardens | WTA Non-Tour Event                   | Sand              | Andrea Jaeger           | 6:1, 7:5        |
| 109. | April 1982      | Amelia Island      | WTA Toyota Series                    | Sand              | Andrea Jaeger           | 6:3, 6:1        |
| 110. | Mai 1982        | Perugia            | WTA Toyota Series                    | Sand              | Hana Mandlíková         | 6:0, 6:2        |
| 111. | Mai 1982        | Lugano             | WTA Toyota Series                    | Sand              | Andrea Temesvári        | 6:0, 6:3        |
| 112. | August 1982     | Atlanta            | WTA Toyota Series                    | Hartplatz         | Susan Mascarin          | 6:3, 6:1        |
| 113. | September 1982  | US Open            | Grand Slam                           | Hartplatz         | Hana Mandlíková         | 6:3, 6:1        |
| 114. | Oktober 1982    | Deerfield Beach    | WTA Toyota Series                    | Hartplatz         | Andrea Jaeger           | 6:1, 6:1        |
| 115. | Oktober 1982    | Tampa              | WTA Toyota Series                    | Hartplatz         | Andrea Jaeger           | 3:6, 6:1, 6:4   |
| 116. | November 1982   | Tokio              | WTA Non-Tour Event                   | Teppich (Halle)   | Andrea Jaeger           | 6:3, 6:2        |
| 117. | Dezember 1982   | Australian Open    | Grand Slam                           | Rasen             | Martina Navratilova     | 6:3, 2:6, 6:3   |
| 118. | Februar 1983    | Palm Beach Gardens | WTA                                  | Sand              | Andrea Jaeger           | 6:3, 6:3        |
| 119. | April 1983      | Amelia Island      | WTA                                  | Sand              | Carling Bassett         | 6:3, 2:6, 7:5   |
| 120. | Mai 1983        | Berlin (West)      | WTA                                  | Sand              | Kathleen Horvath        | 6:4, 7:6        |
| 121. | Juni 1983       | French Open        | Grand Slam                           | Sand              | Mima Jaušovec           | 6:1, 6:2        |
| 122. | Oktober 1983    | Brighton           | WTA                                  | Teppich (Halle)   | Jo Durie                | 6:1, 6:1        |
| 123. | November 1983   | Deerfield Beach    | WTA                                  | Hartplatz         | Bonnie Gadusek          | 6:0, 6:4        |
| 124. | März 1984       | Palm Beach Gardens | WTA                                  | Sand              | Bonnie Gadusek          | 6:0, 6:1        |
| 125. | April 1984      | Hilton Head Island | WTA                                  | Sand              | Claudia Kohde-Kilsch    | 6:2, 6:3        |
| 126. | Mai 1984        | Johannesburg       | WTA                                  | Hartplatz         | Andrea Jaeger           | 6:3, 6:0        |
| 127. | August 1984     | Montreal           | WTA                                  | Hartplatz         | Alycia Moulton          | 6:2, 7:6        |
| 128. | Oktober 1984    | Manhattan Beach    | WTA                                  | Hartplatz         | Wendy Turnbull          | 6:2, 6:3        |
| 129. | Dezember 1984   | Australian Open    | Grand Slam                           | Rasen             | Helena Suková           | 6:7, 6:1, 6:3   |
| 130. | Januar 1985     | Key Biscayne       | WTA                                  | Hartplatz         | Martina Navratilova     | 6:2, 6:4        |
| 131. | April 1985      | Palm Beach Gardens | WTA                                  | Sand              | Hana Mandlíková         | 6:3, 6:3        |
| 132. | April 1985      | Hilton Head Island | WTA                                  | Sand              | Gabriela Sabatini       | 6:4, 6:0        |
| 133. | Mai 1985        | Berlin (West)      | WTA                                  | Sand              | Steffi Graf             | 6:4, 7:5        |
| 134. | Juni 1985       | French Open        | Grand Slam                           | Sand              | Martina Navratilova     | 6:3, 6:7, 7:5   |
| 135. | Juli 1985       | Newport            | WTA                                  | Rasen             | Pam Shriver             | 6:4, 6:1        |
| 136. | August 1985     | Toronto            | WTA                                  | Hartplatz         | Claudia Kohde-Kilsch    | 6:2, 6:4        |
| 137. | September 1985  | New Orleans        | WTA                                  | Teppich (Halle)   | Pam Shriver             | 6:4, 7:5        |
| 138. | Oktober 1985    | Brighton           | WTA                                  | Teppich (Halle)   | Manuela Maleewa         | 7:5, 6:3        |
| 139. | November 1985   | Tokio              | WTA                                  | Teppich (Halle)   | Manuela Maleewa         | 7:5, 6:0        |
| 140. | Februar 1986    | Key Biscayne       | WTA                                  | Hartplatz         | Steffi Graf             | 6:3, 6:1        |
| 141. | Februar 1986    | Boca Raton         | WTA                                  | Hartplatz         | Steffi Graf             | 6:4, 6:2        |
| 142. | Februar 1986    | Oakland            | WTA                                  | Teppich (Halle)   | Kathy Jordan            | 6:2, 6:4        |
| 143. | März 1986       | Marco Island       | WTA                                  | Sand              | Claudia Kohde-Kilsch    | 6:2, 6:4        |
| 144. | Mai 1986        | Houston            | WTA                                  | Sand              | Kathy Rinaldi           | 6:4, 2:6, 6:4   |
| 145. | Juni 1986       | French Open        | Grand Slam                           | Sand              | Martina Navratilova     | 2:6, 6:3, 6:3   |
| 146. | März 1987       | Dallas             | WTA                                  | Teppich (Halle)   | Pam Shriver             | 6:1, 6:3        |
| 147. | April 1987      | Houston            | WTA                                  | Sand              | Martina Navratilova     | 3:6, 6:1, 7:6   |
| 148. | Mai 1987        | Tampa              | WTA                                  | Sand              | Kate Gompert            | 6:3, 6:2        |
| 149. | Mai 1987        | Genf               | WTA                                  | Sand              | Manuela Maleewa         | 6:3, 4:6, 6:2   |
| 150. | Oktober 1987    | New Orleans        | WTA                                  | Teppich (Halle)   | Lori McNeil             | 6:3, 7:5        |
| 151. | April 1988      | Tampa              | WTA Tier IV                          | Sand              | Arantxa Sánchez Vicario | 7:6, 6:4        |
| 152. | April 1988      | Houston            | WTA Tier III                         | Sand              | Martina Navratilova     | 6:0, 6:4        |
| 153. | August 1988     | Manhattan Beach    | WTA Tier II                          | Hartplatz         | Gabriela Sabatini       | 2:6, 6:1, 6:1   |
| 154. | Oktober 1988    | New Orleans        | WTA Tier III                         | Hartplatz         | Anne Smith              | 6:4, 6:1        |

## Rekorde
- Siegesquote 90,0 % (1.309 Siege, 146 Niederlagen), bester Wert vor Steffi Graf (88,9 %)
- Gewinn von mindestens einem Grand-Slam-Titel pro Jahr über 13 Jahre (1974 bis 1986)
- 34 Grand-Slam-Finals erreicht
- bei 52 von 56 gespielten Grand-Slam-Turnieren im Halbfinale
- 34 Halbfinals in Folge erreicht (US Open 1971 bis French Open 1983)
- 125 Siege auf Sand in Folge (1973–1979)
- siebenfache Siegerin der French Open im Dameneinzel
- bei den US Open erreichte sie 16-mal in Folge mindestens das Halbfinale (1971 bis 1986)
- Siegesquote von 94,6 % (316–20) auf Sand
- Siegesquote von 91,6 % (478–44) auf Hartplatz

## Ehrungen
- viermal zur Sportlerin des Jahres gewählt (von Associated Press)
- Sportler des Jahres 1976, Auszeichnung der Zeitschrift Sports Illustrated in Anerkennung ihrer beiden Grand-Slam-Titel
- Aufnahme in die International Tennis Hall of Fame (1995)
- 4. Platz der 40 Greatest Players in the TENNIS era bei der Wahl des Tennis Magazine (2005)